# Serie A2 2010-2011 - Girone A (pallamano maschile)

## Formula
- Le 7 squadre partecipanti hanno disputato un girone all'italiana di andata e ritorno e successivamente un altro girone di sola andata; al termine la prima classificata è stata promossa in serie A1 nella stagione successiva mentre la squadra classificata all'ultimo posto è stata retrocessa in serie B nella stagione successiva.

## Squadre partecipanti
- Leno (Cassa Padana)
- Molteno
- Città Giardino
- Cologne (Metelli)

- Crenna
- Ventimiglia
- Ferrarin

## Risultati prima fase
| andata | 1ª giornata               | ritorno |
| ------ | ------------------------- | ------- |
| 31-32  | Crenna - Leno             | 29-35   |
| 23-32  | Ventimiglia - Cologne     | 23-40   |
| 18-24  | Ferrarin - Città Giardino | 21-24   |

| andata | 4ª giornata           | ritorno |
| ------ | --------------------- | ------- |
| 29-27  | Molteno - Ferrarin    | 26-21   |
| 35-29  | Crenna - Ventimiglia  | 29-26   |
| 29-17  | Leno - Città Giardino | 27-21   |

| andata | 7ª giornata                  | ritorno |
| ------ | ---------------------------- | ------- |
| 37-35  | Leno - Molteno               | 31-16   |
| 43-33  | Cologne - Crenna             | 32-33   |
| 41-26  | Città Giardino - Ventimiglia | 34-28   |

| andata | 2ª giornata        | ritorno |
| ------ | ------------------ | ------- |
| 33-39  | Molteno - Crenna   | 36-34   |
| 37-21  | Cologne - Ferrarin | 38-25   |
| 36-22  | Leno - Ventimiglia | 33-13   |

| andata | 5ª giornata              | ritorno |
| ------ | ------------------------ | ------- |
| 28-27  | Cologne - Leno           | 25-32   |
| 23-27  | Città Giardino - Molteno | 21-27   |
| 18-21  | Ferrarin - Crenna        | 25-33   |

| andata | 3ª giornata              | ritorno |
| ------ | ------------------------ | ------- |
| 21-26  | Città Giardino - Cologne | 25-33   |
| 25-32  | Ventimiglia - Molteno    | 24-37   |
| 16-21  | Ferrarin - Leno          | 18-31   |

| andata | 6ª giornata             | ritorno |
| ------ | ----------------------- | ------- |
| 34-33  | Molteno - Cologne       | 31-34   |
| 33-31  | Crenna - Città Giardino | 27-37   |
| 22-24  | Ventimiglia - Ferrarin  | 21-24   |

## Risultati seconda fase (solo andata)
| andata | 1ª giornata               |  |
| ------ | ------------------------- |  |
| 25-31  | Crenna - Leno             |  |
| 31-40  | Ventimiglia - Cologne     |  |
| 18-29  | Ferrarin - Città Giardino |  |

| andata | 4ª giornata           |  |
| ------ | --------------------- |  |
| 21-25  | Molteno - Ferrarin    |  |
| 30-33  | Crenna - Ventimiglia  |  |
| 36-26  | Leno - Città Giardino |  |

| andata | 7ª giornata                  |  |
| ------ | ---------------------------- |  |
| 35-34  | Leno - Molteno               |  |
| 34-40  | Cologne - Crenna             |  |
| 37-18  | Città Giardino - Ventimiglia |  |

| andata | 2ª giornata        |  |
| ------ | ------------------ |  |
| 34-37  | Molteno - Crenna   |  |
| 31-27  | Cologne - Ferrarin |  |
| 44-13  | Leno - Ventimiglia |  |

| andata | 5ª giornata              |  |
| ------ | ------------------------ |  |
| 29-19  | Cologne - Leno           |  |
| 32-19  | Città Giardino - Molteno |  |
| 29-30  | Ferrarin - Crenna        |  |

| andata | 3ª giornata              |  |
| ------ | ------------------------ |  |
| 38-36  | Città Giardino - Cologne |  |
| 27-28  | Ventimiglia - Molteno    |  |
| 17-22  | Ferrarin - Leno          |  |

| andata | 6ª giornata             |  |
| ------ | ----------------------- |  |
| 36-31  | Molteno - Cologne       |  |
| 37-27  | Crenna - Città Giardino |  |
| 25-22  | Ventimiglia - Ferrarin  |  |

## Classifica
|  | Pos. | Squadra        | Pt | G  | V  | N | P  | GF  | GS  | DR   |
|  | ---- | -------------- | -- | -- | -- | - | -- | --- | --- | ---- |
|  | 1.   | Leno           | 48 | 18 | 16 | 0 | 2  | 564 | 426 | +138 |
|  | 2.   | Cologne        | 36 | 18 | 12 | 0 | 6  | 602 | 519 | +83  |
|  | 3.   | Crenna         | 33 | 18 | 11 | 0 | 7  | 576 | 565 | +11  |
|  | 4.   | Molteno        | 30 | 18 | 10 | 0 | 8  | 535 | 536 | -1   |
|  | 5.   | Città Giardino | 27 | 18 | 9  | 0 | 9  | 519 | 492 | +27  |
|  | 6.   | Ferrarin       | 9  | 18 | 3  | 0 | 15 | 396 | 485 | -89  |
|  | 7.   | Ventimiglia    | 6  | 18 | 2  | 0 | 16 | 429 | 598 | -169 |

Legenda:

      Promossa in Serie A1 2011-2012
      Retrocessa in Serie B 2011-2012

## Verdetti
- Leno: promossa in Serie A1 2011-2012.
- Ventimiglia: retrocessa in Serie B 2011-2012.